# SNX26
La proteína activadora de TC10 / CDC42 GTPasa es una enzima que en humanos está codificada por el gen SNX26.
Este gen codifica un miembro de la familia de las nexinas de clasificación. Los miembros de esta familia contienen un dominio phox (PX), que es un dominio de unión a fosfoinosítidos, y están involucrados en el tráfico intracelular. No se ha dilucidado la función específica de esta proteína. Se han descrito variantes de empalme alternativas pero no se ha determinado la naturaleza de su longitud completa.